# Легенда о Монтрозе
«Леге́нда о Монтро́зе» (англ. A Legend of Montrose) — исторический роман Вальтера Скотта, опубликованный в 1819 году вместе с «Ламмермурской невестой». Входит в серию «Рассказы трактирщика». Роман повествует о восстании Монтроза в 1645 году против шотландского парламента.
«Легенда о Монтрозе» получила гораздо меньше критических отзывов, чем «Ламмермурская невеста», и по сей день остаётся в её тени.

## Предыстория
Роман «Ламмермурская невеста» был завершён писателем в середине апреля 1819 года, а «Легенду о Монтрозе» Скотт, ещё не оправившийся после болезни, полностью завершил к 3 июня. Он продиктовал большую часть рукописи Джону Баллантайну и его агенту Лейдлоу. Вероятно, сюжет был придуман заранее. В письме к Арчибальду Констеблу 15 июня 1818 года упоминается, что Вальтер Скотт обдумывал роман о походе Монтроза во время написания «Эдинбургской темницы». Первоначально книга носила название «Легенда о Монтрозских войнах» (англ. A Legend of the Wars of Montrose), но издатели не одобрили такое заглавие и Скотт согласился изменить его на «Легенду о Монтрозе», несмотря на то, что сам Монтроз не является главным действующим лицом. В некоторых современных переизданиях было возвращено оригинальное авторское название.